# Anassagora (nome)
Anassagora  è un nome proprio di persona italiano maschile.

## Varianti in altre lingue
- Bulgaro: Анаксагор (Anaksagor)
- Catalano: Anaxàgores[5]
- Croato: Anaksagora
- Esperanto: Anaksagoro
- Francese: Anaxagore
- Galiziano: Anaxágoras
- Greco antico: Αναξαγορας (Anaxagoras)[6]
- Latino: Anaxagoras[1]
- Lettone: Anaksagors
- Lituano: Anaksagoras
- Polacco: Anaksagoras
- Portoghese: Anaxágoras
- Russo: Анаксагор (Anaksagor)
- Spagnolo: Anaxágoras[5]
- Ucraino: Анаксагор (Anaksahor)
- Ungherese: Anaxagorasz

## Origine e diffusione

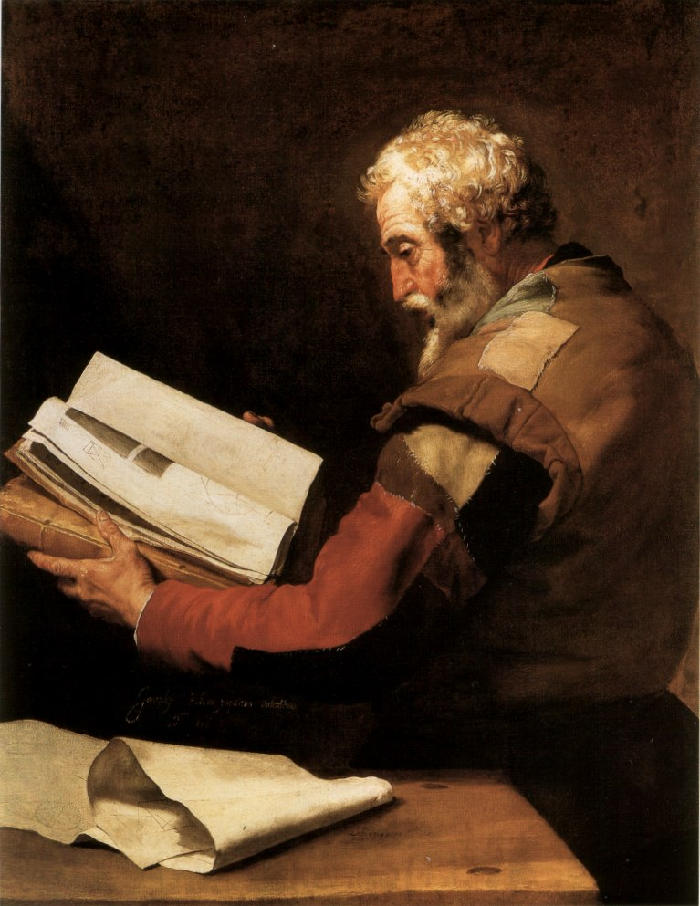
Anassagora in un dipinto dello Spagnoletto

Nome di scarsissima diffusione, continua il greco Αναξαγορας (Anaxagoras), famoso per essere stato portato dal filosofo presocratico Anassagora. È inoltre presente nella mitologia greca con la figura di Anassagora, re di Argo.
Etimologicamente, è composto dai termini αναξ (anax, "padrone", "signore", "re", "primo") e αγορα (agora, "piazza", "assemblea", "adunanza") oppure αγορεύω (agoreuo, "parlare in pubblico"), e il suo significato complessivo può essere interpretato come "colui che primeggia nell'assemblea" o "dominatore della parola", "grande oratore". Il secondo elemento è presente anche in altri nomi, quali Protagora, Atenagora, Ermacora e Pitagora.

## Onomastico
Il nome è adespota, non essendovi santi che lo abbiano portato. L'onomastico può essere festeggiato il 1º novembre, per la festa di Ognissanti.

## Persone
- Anassagora, filosofo greco antico